# Gongyang av Goryeo
Gongyang av Goryeo, född 1345, död 1394, var en koreansk monark. Han var kung av Korea mellan 1389 och 1392. Han var den sista monarken av Goryeodynastin. 